# نصف سوفرن
نصف سوفرن أو نصف ملكية أو نصف سيادية (بالإنجليزية: Half sovereign) هي عملة ذهبية بريطانية مقومة بنصف جنيه إسترليني. صدرت لأول مرة بشكلها الحالي في عام 1817، وسكت من قبل دار سك العملة الملكية في معظم السنوات منذ عام 1980 كقطعة لهواة الجمع والسبائك. قدمت العملة في الأصل عام 1544 في عهد هنري الثامن ولكن توقف الإصدار بعد عام 1604. وفي عام 1817، كجزء من عملية إعادة السك الكبرى، أعيد تقديمها بعد ذلك، حتى توقف العمل بها كعملة معدنية في عام 1926.

## العملة الإنجليزية (1544–1604)
هنري السابع ( 1485–1509 ) قام بتنشيط اقتصاد إنجلترا بعد حرب الوردتين. وفي عام 1489، قدم العملة الذهبية سوفرن، والتي قدرت قيمتها بعشرين شلنًا. قبل الفئة الجديدة، كانت العملات الذهبية الوحيدة التي صدرت هي عملة أنجل ونصف أنجل. ترك هنري السابع خزانة كبيرة – تعادل حاليًا حوالي 375 مليون جنيه إسترليني – لخليفته هنري الثامن ( 1509-1547). وتبددت هذه الثروة الموروثة بسبب هنري وأسلوب حياته الباهظ ونفقات الحرب اللازمة للحفاظ على المطالبة بفرنسا. وأدت هذه النفقات إلى الانخفاض المتكرر للعملة خلال عهد هنري الأصغر.
قدمت نصف سوفرن كجزء من الإصدار الثالث من العملات المعدنية لهنري، في عام 1544، مما أدى إلى الحط من قيمة العملة بشكل أكبر. وتصور العملة الملك هنري المتوج وهو جالس على كرسي الدولة، ممسكًا بجرمه السماوي والصولجان، بينما يظهر على الوجه الخلفي درعًا ملكيًا يحتوي على ذراعي فرنسا وإنجلترا، مدعومًا بأسد وتنين. تحيط ألقاب هنري كملك بالتصميمات على كلا الجانبين، ويظهر HR (هنريكوس ريكس، أو هنري الملك) في الجزء السفلي من التصميم. استمر سك العملة الجديدة في عهد ابن هنري وخليفته، إدوارد السادس ( 1547–1553 )، وكانت في البداية تعتمد تصميمات العهد السابق، ثم لاحقًا بتصوير إدوارد جالسًا على كرسي الدولة. وسكت نصف سوفرن مرة أخرى في عهد جيمس السادس ( 1603–1625 في إنجلترا) ابتداءً من عام 1603، ويظهر الوجه صورة للملك، ودرعًا متوجًا على الخلف. تتميز العملات المعدنية بأسود إنجلترا في الربع الأول، وأسود إسكتلندا في الربع الثاني، وقيثارة أيرلندا في الربع الثالث، وزهور فرنسا في الربع الرابع. صدرت هذه العملات فقط بأعداد صغيرة جدًا. وفي عام 1604، خفض وزن العملات الذهبية، وقسمت إلى وحدات ونصف وحدات، تكريمًا لتوحيد المملكتين في جزيرة بريطانيا العظمى. واستبدلت العملة بنصف جنيه.

## العملة البريطانية
خلال الحروب النابليونية، غادرت بريطانيا كميات كبيرة من الذهب، واستخدمت الجنيهات البالية والأوراق النقدية في العملة. بعد الهزيمة النهائية لنابليون في معركة واترلو (1815)، وضع البرلمان، بموجب قانون العملات لعام 1816، بريطانيا رسميًا على معيار الذهب، مع تعريف الجنيه الاسترليني على أنه كمية معينة من الذهب. أيد كل المتحدثين في المناقشة البرلمانية تقريبًا وجود عملة معدنية بقيمة عشرين شلنًا، بدلاً من الاستمرار في استخدام الجنيه، بقيمة واحد وعشرين شلنًا. وأحد أسباب إدخال العملات الذهبية على أساس السيادة هو أن قيمتها، التي تساوي جنيهًا إسترلينيًا واحدًا، كانت أكثر ملاءمة من الجنيه. ومع ذلك، فإن قانون العملات لم يحدد العملات المعدنية التي يجب على دار سك العملة أن تضربها.
أوصت لجنة من المجلس الملكي الخاص بإصدار عملات ذهبية من فئة عشرة شلن وعشرين شلن وجنيهين وخمسة جنيهات، وقد قبل ذلك جورج الرابع في 3 أغسطس 1816. سميت القطعة ذات العشرين شلن، بالسوفرن، مع احتمال أن يروج لإحياء الاسم القديم من قبل الأثريين ذوي الاهتمامات المتعلقة بالنقود. وأعلن ان العملة الحديثة التي تتميز بالتصميم الشهير للنحات الإيطالي، بينيديتو بيستروتشي، للقديس جرجس والتنين، كعملة في عام 1817، وبدأ سكها في وقت لاحق من ذلك العام. بدلاً من ذلك، حملت العملة الجديدة تصميمًا على العكس يصور درعًا، محفورًا بواسطة ويليام ويون، ربما بناءً على تصميم لبيستروتشي، على الرغم من أن عالم العملات، هوارد لينكار، ذكر أن ويون كان مسؤولاً أيضًا عن النمذجة.

## فهرس
- Bull، Maurice (2023). English Gold Coinage. London: Spink & Son Ltd. ج. II. ISBN:978-1-912667-72-7.
- Celtel، André؛ Gullbekk، Svein H. (2006). The Sovereign and its Golden Antecedents. Oslo, Norway: Monetarius. ISBN:978-82-996755-6-7.
- Churchill، Winston (1906). Lord Randolph Churchill. London: Macmillan & Co. ج. II. OCLC:59397927.
- Clancy، Kevin (2017) [2015]. A History of the Sovereign: Chief Coin of the World (ط. 2nd). Llantrisant, Wales: Royal Mint Museum. ISBN:978-1-869917-00-5.
- Craig، John (2010) [1953]. The Mint (ط. paperback). Cambridge, United Kingdom: Cambridge University Press. ISBN:978-0-521-17077-2.
- Cross، W.K.، المحرر (2008). Charlton Standard Catalogue of Canadian Coins (ط. 62nd). Toronto, Ontario, Canada: The Charlton Press. ISBN:978-0-88968-328-0.
- Dyer، G. P. (1995). "Gold, Silver and the Double Florin" (PDF). British Numismatic Journal. ج. 64: 114–125. مؤرشف من الأصل (PDF) في 2023-12-12.
- Lant، Jeffrey L. (1973). "The Jubilee Coinage of 1887" (PDF). British Numismatic Journal. ج. 43: 132–141. مؤرشف من الأصل (PDF) في 2023-05-28.
- Linecar، Howard W.A. (1977). British Coin Designs and Designers. London: G. Bell & Sons Ltd. ISBN:978-0-7135-1931-0.
- Lobel، Richard، المحرر (1999) [1995]. Coincraft's Standard Catalogue English & UK Coins 1066 to Date (ط. 5th). London: Standard Catalogue Publishers Ltd. ISBN:978-0-9526228-8-8.
- Marsh، Michael A. (1982). The Gold Half Sovereign. Cambridge, UK: Cambridge Coins. ISBN:978-0-9506929-1-3.
- Marsh، Michael A. (2017) [1980]. The Gold Sovereign (ط. revised). Exeter, Devon: Token Publishing Ltd. ISBN:978-1-908828-36-1.
- Seaby، Peter (1985). The Story of British Coinage. London: B. A. Seaby Ltd. ISBN:978-0-900652-74-5.
- Spink & Son Ltd (2004). Coins of England and the United Kingdom (ط. 39th). London: Spink & Son Ltd. ISBN:978-1-902040-56-1.
- Stocker، Mark (1996). "The Coinage of 1893" (PDF). British Numismatic Journal. ج. 66: 67–86. مؤرشف من الأصل (PDF) في 2023-05-28.
- Whittington، Bob (2017). Money Talks: British Monarchs and History in Coins (ط. Kindle). Dunbeath, Caithness, Scotland: Whittles Publishing. ISBN:978-1-84995-356-6.